# 比屋根吉信
比屋根 吉信（ひやね よしのぶ、1951年9月19日 - 2022年1月4日）は、アマチュア野球の指導者。投球・送球練習器「フルセンス」の開発者。
兵庫県尼崎市出身。高校野球では1980年代前半に沖縄・興南高校を甲子園常連校に育てた。2009年11月より2012年11月まで3年間京都大学硬式野球部監督を務めた
。

## 経歴
西宮市立大社中学校卒業後、1967年に報徳学園高へ入学。
高校卒業後、阪神大学野球連盟に加盟する大阪体育大学へ進学。大学時代は、ベストナイン2回、最優秀投手2回を受賞している。さらに、1974年に関西大学野球連合から特別表彰を受けた。大学生の時に、兵庫県立西宮北高校の野球部を指導したときに、寶馨を教えた。そのことが、後に京都大学硬式野球部（当時、寶が部長）の監督に招かれることとなる。
大学卒業後は、社会人野球の西濃運輸に入団。 第1回社会人野球日本選手権大会出場している。1975年に退団。
1976年から沖縄県の興南高で監督生活をスタートさせ、仲田幸司、デニー友利など多くのプロ野球選手を輩出。
2010年から2012年の3年間、京都大学硬式野球部の監督を務め、のちに京大初のプロ野球選手となる田中英祐を指導。田中は大学生活を振り返り、「比屋根さんに1年の時から使ってもらったことが一番大きかった」と語っている。2012年前期は京大非常勤講師（スポーツ実習）も務め、一般学生への指導も行った。
近年は、九州に拠点を置き野球用品の開発を行っていたが、病床に臥していた。
2022年1月4日、病気療養中の熊本県内の自宅で死去。70歳没。
令和4年（2022年）6月11日に沖縄・那覇でお別れ会が開かれた。

## 監督歴
- 1976年〜1986年：沖縄・興南高等学校 野球部監督（保健体育教諭、広報室長）
  - 沖縄県大会　優勝（10回）、準優勝（4回）、ベスト4（多数）
  - 九州大会出場 7回（優勝 1回、準優勝 2回）
  - 国民体育大会出場 1回
  - 甲子園出場 6回（選抜2回、選手権4回） 1980年の選手権大会ではベスト8。
  - 1987年　沖縄県高校野球連盟特別表彰 受賞
- 1990年〜1992年：社会人野球　神戸・阿部企業 監督
- 1997年〜2005年：熊本・有明高等学校 野球部監督（保健体育教諭）
  - 熊本県大会　優勝（1回）、ベスト4（5回）
- 2010年〜2012年：京都大学硬式野球部 監督

### NPB輩出選手
興南高校
- 1978年　横浜大洋ホエールズ（現・横浜DeNAベイスターズ）　与座朝勝投手（ドラフト2位）
- 1979年　横浜大洋ホエールズ　前泊哲明投手（ドラフト外）
- 1980年　阪神タイガース　渡真利克則選手（ドラフト2位）
- 1980年　日本ハムファイターズ　金城博和選手（ドラフト2位）
- 1981年　横浜大洋ホエールズ　竹下浩二投手（ドラフト4位）
- 1981年　南海ホークス（現・福岡ソフトバンクホークス）　平川敏明投手（ドラフト外）
- 1983年　阪神タイガース　仲田幸司投手（ドラフト3位）
- 1983年　西武ライオンズ　仲田秀司捕手（ドラフト5位）
- 1986年　横浜大洋ホエールズ　友利結投手（ドラフト1位）
- 1986年　横浜大洋ホエールズ　名幸一明捕手（ドラフト外）

阿部企業
- 1990年　近鉄バファローズ　柴田佳主也投手（ドラフト4位）
- 1991年　オリックス・ブルーウェーブ（現・オリックス・バファローズ）　山本大貴投手（ドラフト7位）

京都大学
- 2015年　千葉ロッテマリーンズ　田中英祐投手（ドラフト2位）